# Ihar Dawidau
Ihar Dawidau, biał. Ігар Давідаў, ros. Игор Давидов - Igor Dawydow (ur. 1967) – hokeista, reprezentant Białorusi.

## Kariera zawodnicza
- HK Nioman Grodno (-1992)
- Towimor Toruń (1992-)
- HK Nioman Grodno (1996-1997)
- Junost' Mińsk (1997-1999)
- HK Nioman Grodno (1999)
- Junost' Mińsk (1999-2000)
- HK Mińsk (1999/2000)
- HK Nioman Grodno 2000/2001

Występował w klubach białoruskiej ekstraligi, głównie w Niomanie Grodno. W trakcie sezonu ligi polskiej 1992/1993 od października 1992 był zawodnikiem Towimoru Toruń, przychodząc z Grodna i wzmacniając zespół wraz z innym zawodnikiem, Dmitrijem Miedwiediewiem.
W sezonie 1997/1998 reprezentował kadrę seniorską Białorusi.

## Sukcesy
Klubowe
- Brązowy medal mistrzostw Białorusi: 1997 z Niomanem Grodno
- Srebrny medal mistrzostw Białorusi: 1999 z Junostią, 2000 z HK Mińsk

Indywidualne
- Ekstraliga białoruska 1997/1998:
  - Pierwsze miejsce w klasyfikacji kanadyjskiej: 17 punktów
- Ekstraliga białoruska 1998/1999:
  - Pierwsze miejsce w klasyfikacji kanadyjskiej: 19 punktów